# Литературен герой
Литературният герой в най-широк смисъл е всяко изобразено лице в литературна художествена творба, независимо от литературния род, вид и жанр на творбата. Героят е носител на типични черти на характера и се проявява в конкретни исторически обстоятелства (хронос) и пространствено обусловена среда (топос). Литературните герои са двигателите на сюжета на произведението и чрез тях авторът осмисля и обобщава изобразяваната действителност, разкрива обществените отношения и тенденции.

## Видове литературни герои

### Главни, второстепенни и епизодични герои
С оглед ролята им по отношение на сюжета, се различават главни, второстепенни, и понякога – епизодични герои.
- Главните герои са тези литературни образи, които имат най-голямо значение за развитието на сюжета и пълното разкриване на авторовия художествен и идеен замисъл. Те биват протагонисти (стремящи се да постигнат нещо) и антагонисти (противопоставящи се на протагонистите) – това са изразителите на двете противоположни гледни точки, в чийто конфликт е завръзката на творбата.
- Второстепенните герои (девтерогонисти) – имат поддържаща роля за сюжета на произведението. Техните образи така допълват или контрастират на образите на главните герои, че да създадат условия авторовите идеи да изпъкнат още по-ясно.

### Лирически, епически, драматически герои
В зависимост от литературния род се различават:
- Лирически герой е централен образ в поезията на даден поет или в лирическа творба. Чрез лирическия герой поетът често (но невинаги) говори от свое име, като разкрива личните си преживявания и емоции.
- Драматически герой е движеща сила в драматично произведение (трагедия, комедия, пиеса). Проявите на драматическия герой са ограничени по отношение на хроноса и топоса, но за сметка на това много наситени емоционално.
- Епически герой е литературен герой в епическа творба. В големите епически произведения понякога има по няколко главни епически герои.

### Положителни и отрицателни герои
В зависимост от ролите си при осъществяването на художествено-естетическата задача на автора, литературните герои биват положителни и отрицателни, с всички възможни градации между тези две крайности.